# Ребров, Артём Геннадьевич
Артём Генна́дьевич Ребро́в (род. 4 марта 1984, Москва) — российский футболист, вратарь. Мастер спорта России (2017).
Является воспитанником ДЮСШ «Красный Октябрь» и МИФИ, в 2005 году перешёл в «Сатурн». Свою профессиональную карьеру начал в 2007 году в курском «Авангарде», выступая в аренде. Вернувшись в «Сатурн», начал выступать за его фарм-клуб «Сатурн-2» во втором дивизионе. В конце августа 2008 года был арендован «Томью», в составе которой дебютировал в премьер-лиге. После возвращения в «Сатурн» два сезона был резервным вратарём, проведя за клуб всего десять матчей. В январе 2011 года Ребров подписал контракт с «Шинником», в составе которого стал основным вратарём и привлёк к себе внимание московского «Спартака». В августе 2011 года перешёл в стан московского клуба, в составе которого выиграл чемпионат России и Суперкубок страны. В 2015 году признавался вратарём года. В ноябре 2021 года объявил о завершении карьеры, после чего стал функционером в «Спартаке».

## Клубная карьера

### Ранние годы
Футболом начал заниматься в ДЮСШ «Красный Октябрь» и МИФИ. Первый тренер — Владимир Климов. В 1997 году мог оказаться в «Сатурне», однако подмосковная команда не смогла оформить Реброву отсрочку от армии, в связи с чем он окончил МГУПБ (ныне — МГУПП) по специальности ветеринарный врач. Уже тогда у игрока были проблемы с крестообразными связками коленей. В 2003 году перешёл в московское «Динамо», где начал играть за молодёжную команду в турнире дублёров. Дебютировал за молодёжную команду 4 апреля 2003 года в матче против «Москвы» (1:0). Всего в турнире дублёров провёл 33 матча, в которых пропустил 32 мяча.

### «Сатурн» и аренды

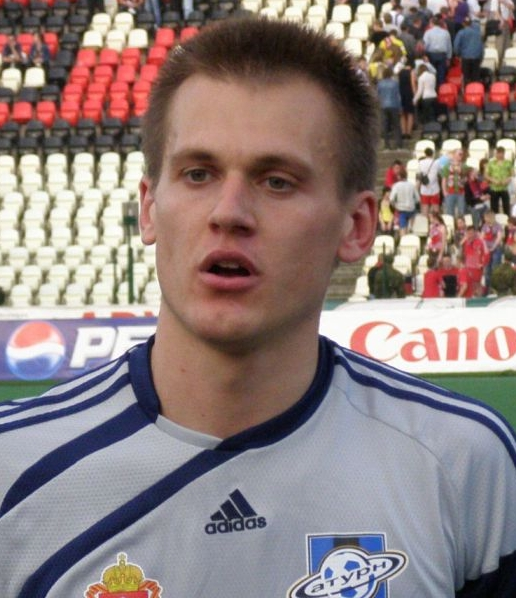
Ребров в составе «Сатурна» в 2010 году

В 2005 году перешёл в «Сатурн», долго не мог добраться до основного состава из-за постоянных проблем с коленями. В 2006 году Ребров даже думал закончить карьеру футболиста, он три месяца работал в области энергетики у своего отца — сначала развозил документы, а потом делал сметы. Но гендиректор «Сатурна» Борис Жиганов и спортивный директор Владимир Пильгуй настойчиво просили Реброва вернуться в команду, обещая, если не получится вернуться в футбол, найти должность в клубе.
В 2007 году выступал за курский «Авангард» на правах аренды. Дебютировал за клуб 15 сентября 2007 года в матче 34-го тура первого дивизиона против КАМАЗа (1:3). Провёл за клуб семь матчей, в которых пропустил 12 мячей. После окончания арендного соглашения вернулся в «Сатурн», где начал выступать за фарм-клуб «Сатурн-2» во втором дивизионе. Дебютировал 22 апреля 2008 года в матче 1-го тура против «Луховиц» (1:1). В сезоне 2008 провёл за «Сатурн-2» 18 матчей, в которых пропустил 29 мячей, а также провёл один матч и пропустил один мяч в Кубке России.
30 августа 2008 года был арендован «Томью» до конца сезона 2008, которая выступала в премьер-лиге. Дебютировал за клуб 27 сентября 2008 года в гостевом матче 23-го тура чемпионата России против ЦСКА, выйдя на замену на 42-й минуте. Этот матч остался единственный для Реброва в составе «Томи» и после окончания арендного соглашения он вернулся в «Сатурн».
Сезон 2009 начал в молодёжном первенстве, дебютировав 11 апреля 2009 года в матче 4-го тура первенства против клуба «Спартак-Нальчик» (0:1). В составе «Сатурна» дебютировал 29 мая 2009 года в гостевом матче 11-го тура чемпионата России против «Амкара» (2:0), в котором отыграл «на ноль». Свой второй матч за клуб провёл 2 мая 2010 года против петербургского «Зенита» (0:1), в котором получил красную карточку на 25-й минуте за игру руками вне штрафной площади. Всего в составе «Сатурна» провёл 10 матчей во всех турнирах, в которых пропустил 8 мячей.

### «Шинник»

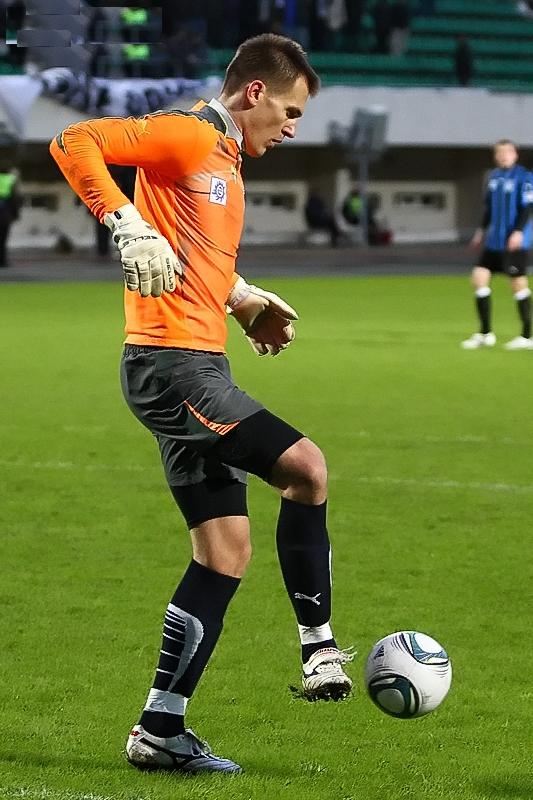
Ребров в составе «Шинника» в 2011 году

13 января 2011 года перешёл в «Шинник», выступающий в первом дивизионе, подписав контракт на 2,5 года. Дебютировал за новый клуб 28 февраля 2011 года в матче 1/8 финала Кубка России против московского ЦСКА (0:1). Первый матч в первом дивизионе провёл 4 апреля 2011 года в матче 1-го тура против «Химок» (0:2). Всего за «Шинник» провёл 23 матча, в которых пропустил 26 мячей, где за игру в качестве основного вратаря привлёк к себе внимание московского «Спартака».

### «Спартак» (Москва)
23 августа 2011 года по приглашению тренера вратарей московского «Спартака» Валерия Клеймёнова (они были знакомы ещё с дубля «Динамо») пополнил состав клуба. В новой команде выбрал 32-й игровой номер. Дебют за «Спартак» состоялся 21 сентября 2011 года, когда в рамках 1/8 финала Кубка России москвичи на стадионе «Лужники» принимали нижегородскую «Волгу». В начале матча ворота волжан поразил полузащитник «Спартака» Эйден Макгиди, и до концовки матча удавалось сохранить для своей команды счёт 1:0. Однако на 86-й минуте игры Ребров пропустил мяч после удара Шоты Бибилова. В дополнительное время соперники больше мячей не забили, и встреча перешла в серию послематчевых пенальти, в которой удачливее оказались гости — 6:5. Свой первый матч в чемпионате России провёл 31 марта 2012 года в домашнем матче 37-го тура против петербургского «Зенита», заменив на 66-й минуте травмированного Андрея Диканя. В весенней части переходного чемпионата 2011/12 сыграл 8 матчей (в том числе 7 — полных), в которых пропустил 8 мячей.

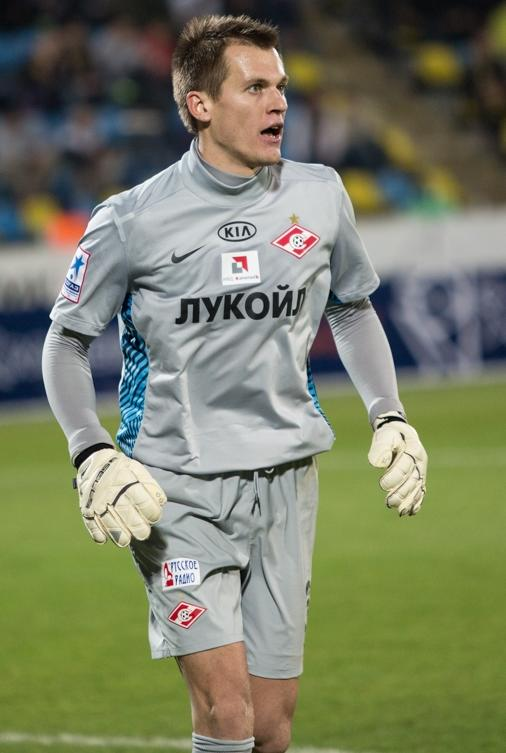
Ребров в составе «Спартака» в 2012 году

23 октября 2012 года Ребров дебютировал в Лиге чемпионов в домашнем матче против лиссабонской «Бенфики» (2:1). 18 ноября 2012 года получил неприятную травму плеча (частичное повреждение капсулы плечевого сустава), из-за которой он не смог доиграть сезон. В марте 2013 года случился рецидив травмы передней крестообразной связки колена, Ребров был прооперирован в немецкой клинике. В начале сентября вернулся к тренировкам в общей группе. Впервые в сезоне 2013/14 сыграл за «Спартак» 10 ноября 2013 года в матче против петербургского «Зенита» (4:2). После матча владелец «Спартака» Леонид Федун заявил: «надеюсь, мы стали свидетелями рождения новой звезды — звезды Реброва».
Сезон 2014/15 начал в качестве основного вратаря и капитана «Спартака» и заслужил вызов в сборную России. 5 сентября 2014 года участвовал в матче открытия стадиона «Спартака», в котором клуб сыграл вничью с «Црвеной звездой» (1:1). В этом матче был включён в стартовый состав. 30 сентября 2014 года продлил контракт со «Спартаком» до 2018 года. В сезоне 2014/15 провёл за «Спартак» 29 матчей и пропустил 39 мячей, а также в восьми матчах оставил свои ворота в неприкосновенности.
22 июня 2015 года Ребров был признан вратарём года по версии журнала «Огонёк». Сезон 2015/16 «Спартак» начал с домашнего матча с «Уфой», в котором команда сыграла вничью 2:2. Однако в следующих трёх матчах с «Краснодаром» (1:0), «Рубином» (1:0) и «Крыльями Советов» (2:0) отыграл «на ноль». Всего в сезоне 2015/16 провёл 26 матчей, в которых пропустил 35 мячей, а также сыграл восемь раз «на ноль».
Перед началом сезона 2016/17 в результате голосования был выбран вице-капитаном команды, а капитаном стал Денис Глушаков. Начал сезон основным вратарём клуба. В сезоне 2016/17 он отыграл 30 матчей во всех турнирах, пропустил 26 мячей. Отыграл в сезоне 14 матчей на ноль, что стало лучшим результатом в его карьере. В этом сезоне вместе с командой стал чемпионов. Сезон 2016/17 стал для Реброва последним полноценным в воротах «Спартака».
Перед началом сезона 2017/18 принял участие в матче за Суперкубок против московского «Локомотива» (2:1), в котором помог своей команде впервые выиграть этот трофей. В чемпионате принял участие в девяти матчах и пропустил в них 14 мячей. В Лиге чемпионов сыграл в двух матчах: против «Марибора» (1:1) и «Ливерпуля» (1:1), в последнем матче получил травму и был заменён на Александра Селихова, который оставался основным вратарём и после восстановления Реброва. По итогам Лиги чемпионов «Спартак» занял 3-е место в группе и выбыл в Лигу Европы, в ней Ребров принял участие в домашнем матче 1/16 финала против «Атлетика» Бильбао (1:3), в котором пропустил три мяча и в ответном матче уступил место в воротах Селихову, но «Спартаку» по итогам этих матчей (1:3, 1:2) не удалось выйти в 1/8. В конце сезона Селихов получил тяжёлую травму ахиллового сухожилия и Ребров провёл два проигранных матча в конце сезона в основном составе против «Урала» (1:2) и «Динамо» (0:1).

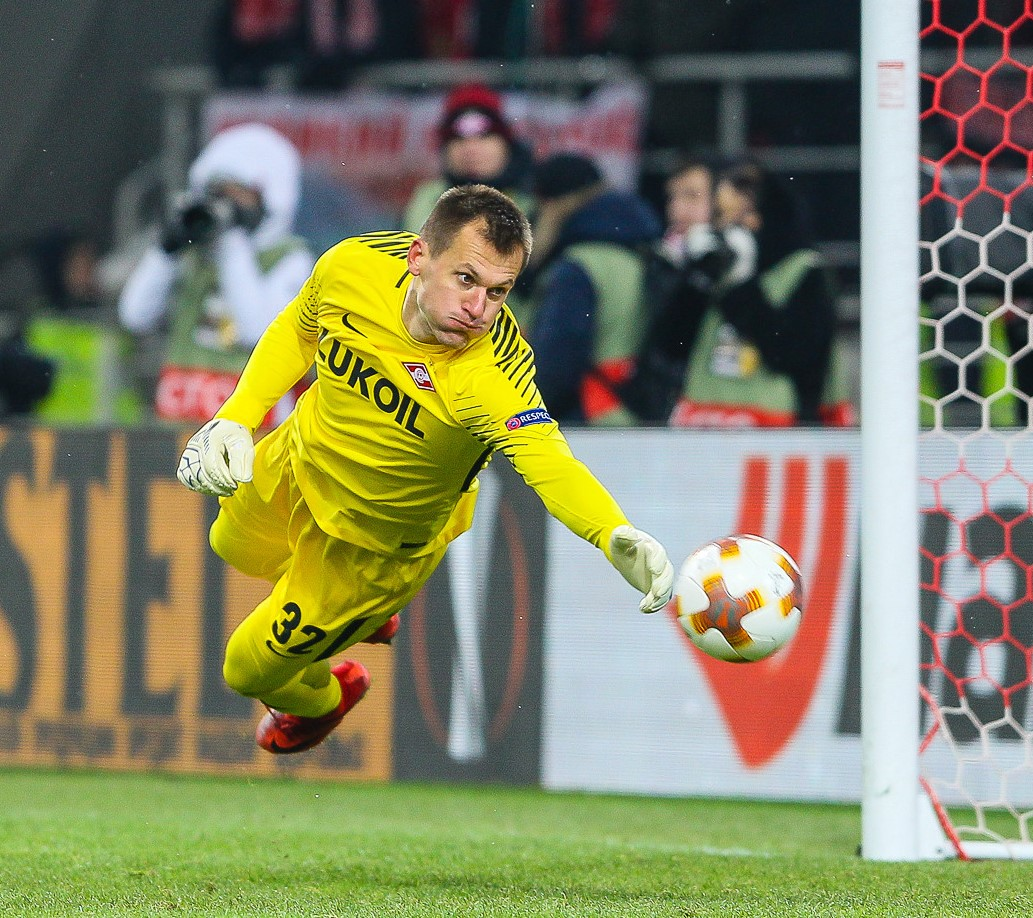
Ребров в составе «Спартака» в 2018 году

В сезоне 2018/19 начал сезон на скамейке запасных, так как главный тренер «Спартака» Массимо Каррера сделал ставку на третьего 20-летнего вратаря команды Александра Максименко. В ноябре—декабре 2018 года, с приходом на тренерский мост Олега Кононова, Ребров начал выходить в стартовом составе, но это продлилось всего три матча и в итоге он снова уступил место Александру Максименко. Всего в сезоне 2018/19 провёл шесть матчей, в которых пропустил шесть мячей и в двух матчах отыграл «на ноль». Сезон 2019/20 провёл в качестве резервного вратаря вместе с Александром Селиховым, проиграв конкуренцию Максименко, проведя лишь один матч, в котором пропустил два мяча. 27 января 2020 года продлил контракт с «Спартаком» ещё на 1,5 года. 10 января 2021 года подписал новое соглашение — до лета 2022 года.
31 октября 2021 года приостановил игровую карьеру и перешёл на должность технического координатора. Одна из его функций — помощь в коммуникации между командой, тренерским штабом и руководством клуба. 7 ноября в последний раз попал в заявку на матч — против «Локомотива» и на следующий день объявил о завершении карьеры. Всего за «Спартак» во всех турнирах провёл 131 матч, в которых пропустил 152 мяча, а также 47 раз сыграл «на ноль». 21 февраля 2023 года Ребров получил тренерскую лицензию категории «В» УЕФА.

## Карьера в сборной
В 2004 и 2006 годах вызывался в молодёжную сборную России, за которую провёл три матча, пропустил три мяча и один раз сыграл «на ноль». Дебютировал за молодёжную сборную 28 апреля 2004 года в товарищеском матче против молодёжной сборной Норвегии (0:1), проведя на поле весь второй тайм.
31 октября 2012 года Ребров впервые вошёл в расширенный список сборной России на товарищеский матч с США, но в окончательную заявку, объявленную 7 ноября, не попал.
19 августа 2014 года вновь вошёл в расширенный список сборной России на товарищеский матч с командой Азербайджана и официальную игру отборочного турнира чемпионата Европы-2016 с Лихтенштейном. 29 августа 2014 года попал в окончательный список игроков для участия в этих матчах. Единственную игру за сборную провёл 17 ноября 2015 года, заменив после перерыва при счёте 1:0 Юрия Лодыгина в товарищеском матче против сборной Хорватии (1:3).

## Личная жизнь
Жена — Екатерина. 4 апреля 2010 года у пары родился сын, которого назвали Платон, 1 апреля 2014 года родился второй сын — Артём.

## Достижения

### Командные
«Спартак» (Москва)
- Чемпион России: 2016/17
- Серебряный призёр чемпионата России (2): 2011/12, 2020/21
- Бронзовый призёр чемпионата России: 2017/18
- Обладатель Суперкубка России: 2017

### Личные
- Приз «Вратарь года» имени Льва Яшина: 2015
- Лауреат национальной премии РФС «33 лучших игрока сезона»: 2016/17 (№ 2)[68].
- «Футбольный джентльмен года в России»: 2017

## Статистика

### Клубная
| Клуб             | Сезон            | Лига | Лига | Лига          | Кубки | Кубки | Кубки         | Еврокубки | Еврокубки | Еврокубки     | Итого | Итого | Итого         |
| Клуб             | Сезон            | Игры | Голы | Матчи на ноль | Игры  | Голы  | Матчи на ноль | Игры      | Голы      | Матчи на ноль | Игры  | Голы  | Матчи на ноль |
| ---------------- | ---------------- | ---- | ---- | ------------- | ----- | ----- | ------------- | --------- | --------- | ------------- | ----- | ----- | ------------- |
| Авангард (Курск) | 2007             | 7    | −12  | 1             | —     | —     | —             | —         | —         | —             | 7     | −12   | 1             |
| Сатурн-2         | 2008             | 18   | −29  | 2             | 1     | −1    | 0             | —         | —         | —             | 19    | −30   | 2             |
| Томь             | 2008             | 1    | −2   | 0             | —     | —     | —             | —         | —         | —             | 1     | −2    | 0             |
| Сатурн           | 2009             | 1    | 0    | 1             | 1     | −3    | 0             | —         | —         | —             | 2     | −3    | 1             |
| Сатурн           | 2010             | 7    | −4   | 4             | 1     | −1    | 0             | —         | —         | —             | 8     | −5    | 4             |
| Сатурн           | Итого            | 8    | −4   | 5             | 2     | −4    | 0             | 0         | 0         | 0             | 10    | −8    | 5             |
| Шинник           | 2011/12          | 21   | −24  | 7             | 2     | −2    | 0             | —         | —         | —             | 23    | −26   | 7             |
| Спартак (Москва) | 2011/12          | 8    | −8   | 4             | 1     | −1    | 0             | —         | —         | —             | 9     | −9    | 4             |
| Спартак (Москва) | 2012/13          | 4    | −1   | 3             | 1     | 0     | 1             | 2         | −3        | 0             | 7     | −4    | 4             |
| Спартак (Москва) | 2013/14          | 8    | −10  | 3             | 1     | 0     | 1             | —         | —         | —             | 9     | −10   | 4             |
| Спартак (Москва) | 2014/15          | 28   | −37  | 8             | 1     | −2    | 0             | —         | —         | —             | 29    | −39   | 8             |
| Спартак (Москва) | 2015/16          | 24   | −34  | 7             | 2     | −1    | 1             | —         | —         | —             | 26    | −35   | 8             |
| Спартак (Москва) | 2016/17          | 28   | −24  | 14            | 0     | 0     | 0             | 2         | −2        | 0             | 30    | −26   | 14            |
| Спартак (Москва) | 2017/18          | 9    | −14  | 3             | 1     | −1    | 0             | 3         | −5        | 0             | 13    | −20   | 3             |
| Спартак (Москва) | 2018/19          | 3    | −4   | 0             | 2     | 0     | 0             | 1         | −2        | 0             | 6     | −6    | 2             |
| Спартак (Москва) | 2019/20          | 1    | −2   | 0             | 0     | 0     | 0             | 0         | 0         | 0             | 1     | −2    | 0             |
| Спартак (Москва) | 2020/21          | 0    | 0    | 0             | 1     | −1    | 0             | —         | —         | —             | 1     | −1    | 0             |
| Спартак (Москва) | 2021/22          | 0    | 0    | 0             | 0     | 0     | 0             | 0         | 0         | 0             | 0     | 0     | 0             |
| Спартак (Москва) | Итого            | 113  | −134 | 42            | 10    | −6    | 3             | 8         | −12       | 0             | 131   | −152  | 47            |
| Всего за карьеру | Всего за карьеру | 168  | −205 | 50            | 15    | −13   | 3             | 8         | −12       | 0             | 191   | −230  | 55            |

### Сборная
| № | Дата           | Оппонент | Счёт | Пропущено мячей | Соревнование      |
| - | -------------- | -------- | ---- | --------------- | ----------------- |
| 1 | 17 ноября 2015 | Хорватия | 1:3  | 3               | Товарищеский матч |